# Secretaria brasileña
Springtime in the Rockies (en Hispanoamérica, Secretaria brasileña) es una película estadounidense de 1942, dirigida por Irving Cummings y protagonizada por Betty Grable, Carmen Miranda, John Payne y Cesar Romero.
Escrita por Walter Bullock y Ken Englund, la trama se centra en las idas y venidas de la pareja formada por Vicky Lane y Dan Christy. La historia principal ocurre en el hotel Lake Louise, un centro turístico en las Montañas Rocosas canadienses.
Como sucedió con otras películas de Hollywood de Carmen Miranda, Secretaria brasileña fue recibido con una oscilación entre la fascinación y la repulsión por el público y la crítica en Brasil.

## Sinopsis
Dan y Vicky tienen una relación sentimental y, además, forman un brillante pareja de baile en Broadway; pero Dan (John Payne) es muy mujeriego, lo  que hace que Vicky (Betty Grable) rompa su relación con él. Vicky luego viaja a Lago Louise, un centro turístico en las Montañas Rocosas canadienses y encuentra su viejo compañero de danza - y ex pasión - Victor Precio (Cesar Romero). Pero, con la esperanza de reavivar su romance y tener Vicky de vuelta a sus brazos, Dan decide seguirla a un centro turístico en las Montañas Rocosas de Canadá, donde tiene una presentación programada con Victor. Pero las cosas se complican cuando, después de una borrachera, Dan descubre que contrató a una secretaria brasileña, Rosita Murphy (Carmen Miranda), solo por la belleza de ella. Señorita Murphy, comienza a trabajar como secretaria para él y le ayuda en la estafa para recuperar a su amor.

### Producción
Según un resumen de la historia contenida en la Twentieth Century-Fox Produced Scripts Collection en UCLA Artes, Fred Astaire y Rudy Vallee fueron considerados originalmente para el papel del protagonista "Dan Christy." Frederick Jackson habría sido invitado a trabajar en el guion de la película, pero su participación no llegó a confirmarse. Según los registros del departamento legal, también en UCLA Artes, 20th Century Fox pagó $1,000 para la Villa Moret Inc. propietaria de los derechos de autor de la canción When It's Springtime in the Rockies, de modo que no había conflicto legal sobre el título de la película. Los registros legales también revelan que el estudio pagó cerca de $1.160 dólares la Republic Pictures, que previamente se adjudicó el título para su uso en una película de Roy Rogers (esta película fue luego puesta en libertad con el título Romance on the Range, 1942). Las canciones Magazines y I Like to Be Loved By You, escrito por Mack Gordon y Harry Warren, deberían haber sido incluidas en la película, pero fueron cortadas en la edición final.
Según la "Colección Scripts", el estudio quería rodar en Lake Louise, porque las «normas de protección impedían rodar en las áreas externas de Hollywood». Sólo unas pocas imágenes fueron filmadas en Canadá, sin embargo. Betty Grable y Harry James se casaron en 1943 y llamaron a su primera hija Victoria Elizabeth, a causa de su personaje en esta película. La pareja se divorció en 1965.
Grable junto a Dick Powell protagonizó una versión de esta película en el programa Lux Radio Theatre en 1944 por CBS Radio. Carmen Miranda también participó en esta versión.
Registros legales muestran que en 1946, el estudio quería rodar otro remake, Autumn in Acapulco, pero nunca llegó a producirse.

### Reparto
- Betty Grable — Vicky Lane
- Carmen Miranda — Rosita Murphy
- John Payne — Dan Christy
- Cesar Romero — Victor Prince
- Charlotte Greenwood — Phoebe Gray
- Edward Everett Horton — McTavish
- Harry James y Music Makers — ellos mismos
- Bando da Lua — Los seis hermanos de Rosita
- Six Hits and a Miss — Grupo vocal

### Números musicales
- Run, Little Raindrop, Run — Harry James y His Music Makers
- I Had the Craziest Dream — Helen Forrest con Harry James y The Skylarks.[2]
- Chattanooga Choo Choo — Carmen Miranda
- A Poem Set to Music — Betty Grable y Cesar Romero
- O 'Tic-Tac' do Meu Coração — Carmen Miranda
- Pan American Jubilee — Todo el elenco
- Two O'Clock Jump — Harry James y His Music Makers
- You Made Me Love You (I Didn't Want to Do It) — Harry James y His Music Makers

## Lanzamiento
Estrenada en los cines el 11 de noviembre de 1942, la película recaudó $2 millones solamente en los Estados Unidos. En Inglaterra fue la séptima película más taquillera de ese año, con ganancias reales de £240.000 (en libras esterlinas), empatando con Hello, Frisco, Hello.

### Recepción de la crítica
Para el crítico de cine de The New York Times, «casi todo en la película tiene un aire terriblemente familiar».